# Clasificación de OFC para la Copa Mundial de Fútbol de 1994
Para la Copa Mundial de Fútbol de 1994 en Estados Unidos, la OFC disponía de 0,25 plazas de las 24 totales del mundial. El ganador de la fase clasificatoria se enfrentó al cuarto clasificado de la Concacaf y, si ganaba, al peor segundo de los grupos eliminatorios de la Conmebol. Un total de seis equipos de la OFC tomaron parte, esta vez sin Israel ni China Taipéi.

## Primera fase

### Grupo A
| Pos. | Equipo            | Pts. | PJ | G | E | P | GF | GC | Dif. | Clasificación |     | AUS | TAH | SOL |
| ---- | ----------------- | ---- | -- | - | - | - | -- | -- | ---- | ------------- | --- | --- | --- | --- |
| 1    | Australia         | 8    | 4  | 4 | 0 | 0 | 13 | 2  | +11  | Segunda Ronda |     | —   | 2–0 | 6–1 |
| 2    | Tahití (E)        | 3    | 4  | 1 | 1 | 2 | 5  | 8  | −3   |               |     | 0–3 | —   | 4–2 |
| 3    | Islas Salomón (E) | 1    | 4  | 0 | 1 | 3 | 5  | 13 | −8   |               | 1–2 | 1–1 | —   |     |

 Fuente: 

### Detalle de partidos
| 11 de julio de 1992 | Islas Salomón     | 1:1 (0:0) | Tahití          | Estadio Lawson Tama, Honiara, Islas Salomón                |                                                            |
|                     | Duddley Hatei 61' |           | 76' Eric Etaeta | Asistencia: 2.000 espectadores Árbitro(s): Prakash Chandra | Asistencia: 2.000 espectadores Árbitro(s): Prakash Chandra |

| 4 de septiembre de 1992 | Islas Salomón    | 1:2 (0:1) | Australia                         | Estadio Lawson Tama, Honiara, Islas Salomón           |                                                       |
|                         | Hollies Vato 83' |           | 8' Carl Veart · 86' Tom McCulloch | Asistencia: 8.000 espectadores Árbitro(s): Gary Fleet | Asistencia: 8.000 espectadores Árbitro(s): Gary Fleet |

| 11 de septiembre de 1992 | Tahití | 0:3 (0:2) | Australia                                       | Estadio Hamuta, Papeete, Polinesia Francesa             |                                                         |
|                          |        |           | 2' Damian Mori · 44' Carl Veart · 57' Paul Wade | Asistencia: 3.185 espectadores Árbitro(s): Lennox Sharp | Asistencia: 3.185 espectadores Árbitro(s): Lennox Sharp |

| 20 de septiembre de 1992 | Australia                             | 2:0 (1:0) | Tahití | Perry Park, Brisbane, Australia |                              |
|                          | Carl Veart 11' · Mehmet Duraković 62' |           |        | Árbitro(s): Kaltatak Kalokis    | Árbitro(s): Kaltatak Kalokis |

| 26 de septiembre de 1992 | Australia                                                                                             | 6:1 (1:1) | Islas Salomón     | Marathon Stadium, Newcastle, Australia |                        |
|                          | Aytek Genc 2' · Ian Gray 60' · Paul Wade 67' · Carl Veart 83' · Greg Brown 85' · Mehmet Duraković 88' |           | 6' Charles Ashley | Árbitro(s): Intaz Shan                 | Árbitro(s): Intaz Shan |

| 9 de octubre de 1992 | Tahití                                                                | 4:2 (3:0) | Islas Salomón                      | Estadio Hamuta, Papeete, Polinesia Francesa |                          |
|                      | Reynald Temarii 8' · Jean-Loup Rousseau 18' · Maheanum Gatien 43' 88' |           | 60' Hollies Vato · 90' Batram Suri | Árbitro(s): Barry Tasker                    | Árbitro(s): Barry Tasker |

### Grupo B
| Pos. | Equipo        | Pts. | PJ | G | E | P | GF | GC | Dif. | Clasificación |     | NZL | FIJ | VAN |
| ---- | ------------- | ---- | -- | - | - | - | -- | -- | ---- | ------------- | --- | --- | --- | --- |
| 1    | Nueva Zelanda | 7    | 4  | 3 | 1 | 0 | 15 | 1  | +14  | Segunda Ronda |     | —   | 3–0 | 8–0 |
| 2    | Fiyi (E)      | 5    | 4  | 2 | 1 | 1 | 6  | 3  | +3   |               |     | 0–0 | —   | 3–0 |
| 3    | Vanuatu (E)   | 0    | 4  | 0 | 0 | 4 | 1  | 18 | −17  |               | 1–4 | 0–3 | —   |     |

 Fuente: 

### Detalle de partidos
| 7 de junio de 1992 | Nueva Zelanda                             | 3:0 (2:0) | Fiyi | Queen Elizabeth II Park, Christchurch, N. Zelanda         |                                                           |
|                    | Billy Wright 15' 50' · Danny Halligan 42' |           |      | Asistencia: 4.917 espectadores Árbitro(s): John McConnell | Asistencia: 4.917 espectadores Árbitro(s): John McConnell |

| 27 de junio de 1992 | Vanuatu          | 1:4 (1:2) | Nueva Zelanda                                                 | Estadio Korman, Port Vila, Vanuatu                       |                                                          |
|                     | Charles Vatú 26' |           | 2' 3' Darren McClennan · 74' Rodger Gray · 82' Danny Halligan | Asistencia: 4.000 espectadores Árbitro(s): Trompette Guy | Asistencia: 4.000 espectadores Árbitro(s): Trompette Guy |

| 1 de julio de 1992 | Nueva Zelanda                                                                                    | 8:0 (3:0) | Vanuatu | Mount Smart Stadium, Auckland, Nueva Zelanda          |                                                       |
|                    | Tony Laus 30' 32' 69' · Michael McGarry 33' 71' · Robert Ironside 64' · Darren McClennan 67' 72' |           |         | Asistencia: 809 espectadores Árbitro(s): Spiers Peter | Asistencia: 809 espectadores Árbitro(s): Spiers Peter |

| 12 de septiembre de 1992 | Fiyi                             | 3:0 (0:0) | Vanuatu | Estadio HFC Bank, Suva, Fiyi |                         |
|                          | Bakalevu Moceimereke 65' 69' 75' |           |         | Árbitro(s): John Fraser      | Árbitro(s): John Fraser |

| 19 de septiembre de 1992 | Fiyi | 0:0 (0:0) | Nueva Zelanda | Estadio HFC Bank, Suva, Fiyi                              |  |
|                          |      |           |               | Asistencia: 4.000 espectadores Árbitro(s): Richard Lorenc |  |

| 26 de septiembre de 1992 | Vanuatu | 0:3 (0:2) | Fiyi                                           | Estadio Korman, Port Vila, Vanuatu |                        |
|                          |         |           | 15' Kaliova Bulinaceva · 33' 77' Radike Nawasu | Árbitro(s): Gary Power             | Árbitro(s): Gary Power |

## Ronda final
| Equipo 1      | Agr. | Equipo 2  | Ida | Vuelta |
| ------------- | ---- | --------- | --- | ------ |
| Nueva Zelanda | 0–4  | Australia | 0–1 | 0–3    |

### Detalle de partidos
| 30 de mayo de 1993 | Nueva Zelanda | 0:1 (0:0) | Australia         | Mount Smart Stadium, Auckland, Nueva Zelanda            |                                                         |
|                    |               |           | 55' Graham Arnold | Asistencia: 10.952 espectadores Árbitro(s): Bo Karlsson | Asistencia: 10.952 espectadores Árbitro(s): Bo Karlsson |

| 6 de junio de 1993 | Australia                                         | 3:0 (2:0) | Nueva Zelanda | Olympic Park Stadium, Melbourne, Australia |                              |
|                    | Carl Veart 1' · Aurelio Vidmar 3' · Ned Zelić 49' |           |               | Árbitro(s): Jacobs Ullenberg               | Árbitro(s): Jacobs Ullenberg |

## Repesca Intercontinental

### CONCACAF
| 31 de julio de 1993 | Canadá                   | 2:1 (0:1) | Australia          | Commonwealth Stadium, Edmonton |                           |
|                     | Watson 50' · Mobilio 57' | Reporte   | Dasovic 44' (a.g.) | Árbitro(s): Arturo Brizio      | Árbitro(s): Arturo Brizio |

| 15 de agosto de 1993 | Australia                      | 2:1 (2:1, 1:0) (t. s.)(4:1 p.) | Canadá                       | Sydney Football Stadium, Sídney |                               |
|                      | Farina 45' · Durakovic 77'     | Reporte                        | Hooper 54'                   | Árbitro(s): Shin-Ichiro Obata   | Árbitro(s): Shin-Ichiro Obata |
|                      |                                | Tiros desde el punto penal     |                              |                                 |                               |
|                      | Wade · Vidmar · Tobin · Farina |                                | Mitchell · Bunbury · Sweeney |                                 |                               |

### CONMEBOL
| 31 de octubre de 1993 | Australia  | 1:1 (1:1) | Argentina | Sydney Football Stadium, Sídney |                         |
|                       | Vidmar 42' |           | Balbo 37' | Árbitro(s): Sándor Puhl         | Árbitro(s): Sándor Puhl |

| 17 de noviembre de 1993 | Argentina     | 1:0 (0:0) (Global 2:1) | Australia | Estadio Monumental, Buenos Aires |                             |
|                         | Batistuta 59' |                        |           | Árbitro(s): Peter Mikkelsen      | Árbitro(s): Peter Mikkelsen |